# Kepler-11
Kepler-11 es una estrella similar al Sol con un sistema de al menos seis exoplanetas con órbitas de período cortos, se anunció el 2 de febrero de 2011. Está en la dirección de la constelación de Cygnus y cerca de 2000 años luz de distancia. Fue descubierto por el telescopio espacial Kepler. Los planetas se nombraron alfabéticamente, comenzando por el más interno: Kepler-11b, Kepler-11c, Kepler-11d, Kepler-11e, Kepler-11f, Kepler-11g.

## Planetas
Las estimaciones de baja densidad de planetas b - f implica que ninguno de ellos tiene una composición similar a la Tierra, una significativa atmósfera de hidrógeno está indicada para planetas d, e, y quizás f, mientras que b y c probablemente contienen importantes cantidades de hielo y/o H/He.

## Galería de fotos y video

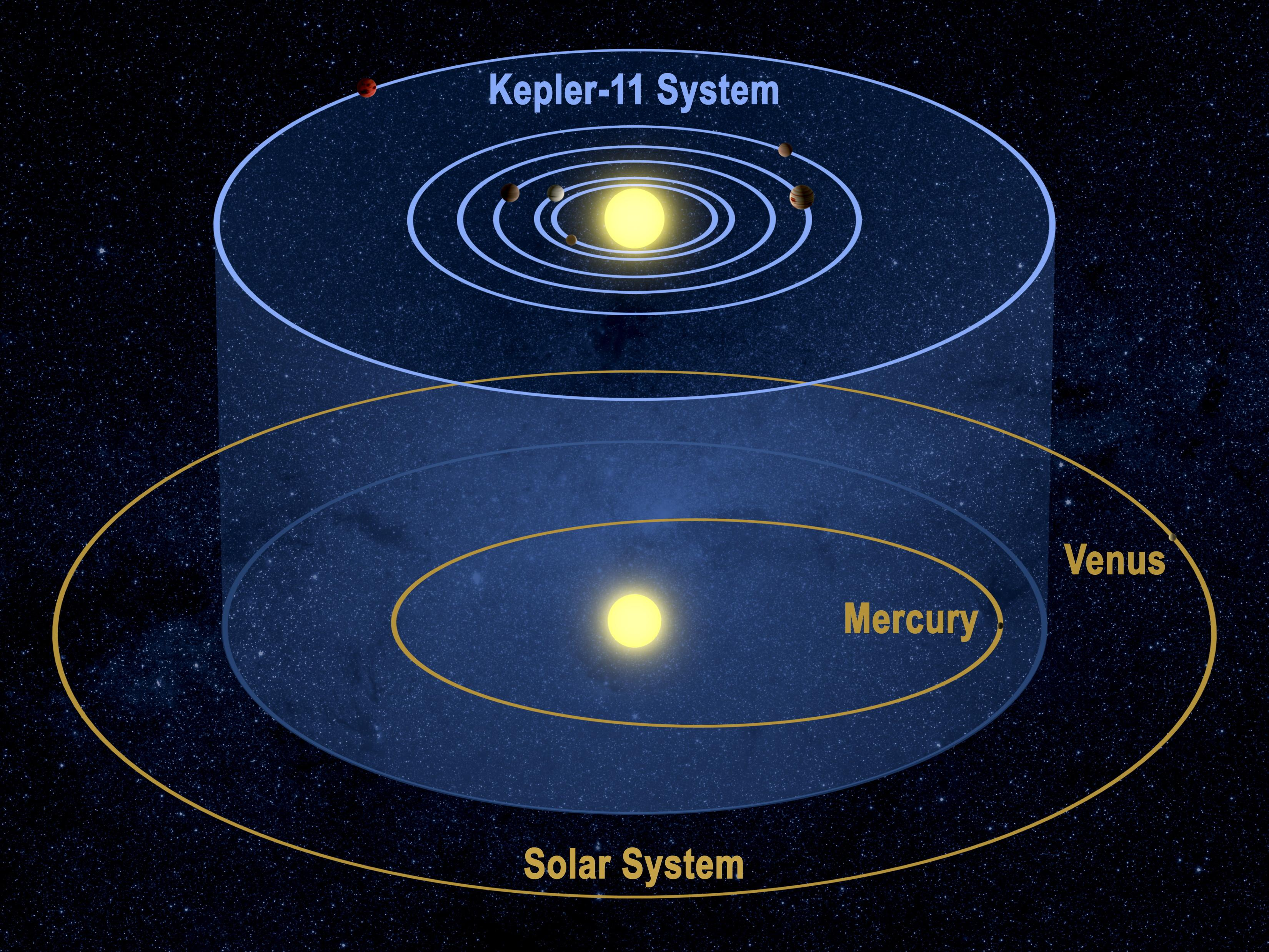
Esta concepción artística muestra el sistema planetario Kepler-11 y nuestro sistema solar desde una perspectiva inclinada para demostrar que las órbitas de cada uno se encuentran en planos similares.
- Animación: Kepler-11 y seis planetas que orbitan.
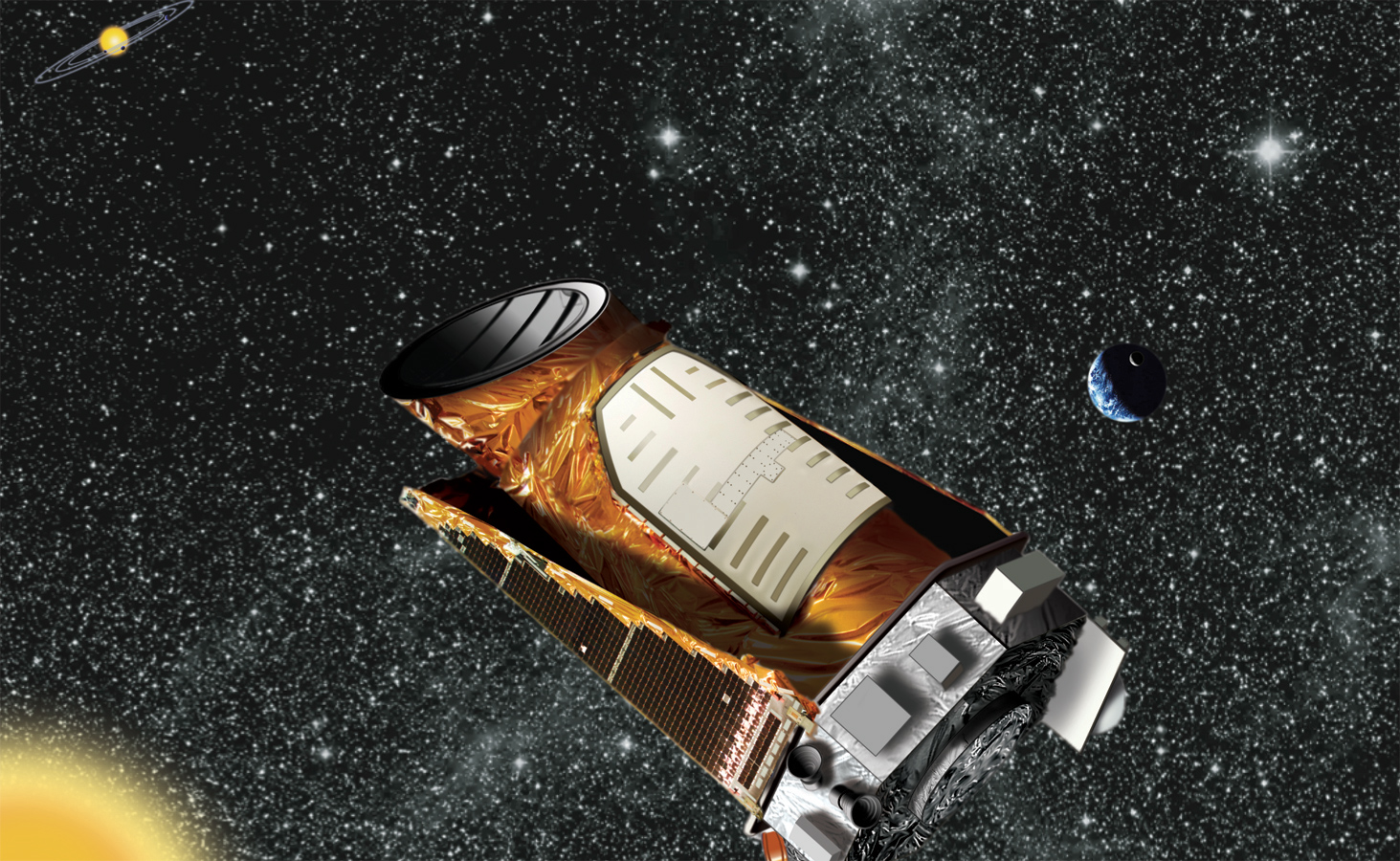
Concepción artística de la Misión Kepler en el sistema solar distante.